# Grand Prix Formule 1 van Abu Dhabi 2011

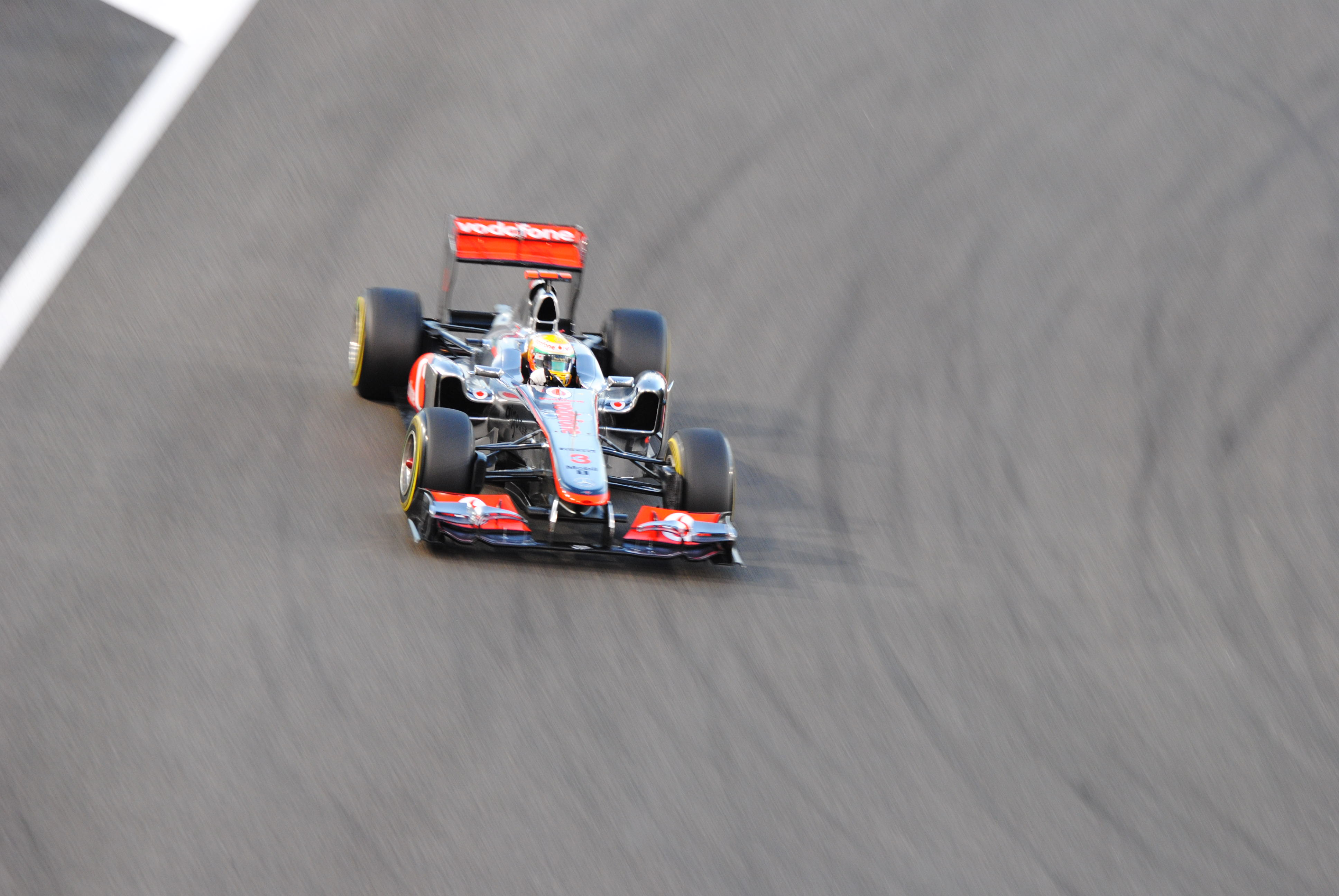
Lewis Hamilton had het relatief gemakkelijk in Abu Dhabi, doordat titelverdediger Sebastian Vettel al in de tweede bocht na de start met een lekke band te kampen kreeg.

De Grand Prix Formule 1 van Abu Dhabi 2011 werd gehouden op 13 november 2011 op het Yas Marina Circuit. Het was de achttiende race uit het kampioenschap.

## Wedstrijdverloop

### Achtergrond
Vitantonio Liuzzi keerde terug bij HRT, nadat hij in India zijn plaats had moeten afstaan aan Narain Karthikeyan, die daar de allereerste Indiase Grand Prix ooit mocht rijden.
Pastor Maldonado kreeg tien plaatsen straf na de kwalificatie. De coureur van Williams had zijn negende motor gebruikt, waar er maar acht mochten worden gebruikt in één seizoen.
Drie coureurs reden mee bij de eerste vrije training op vrijdag. Jean-Eric Vergne, kampioen van de Formule Renault 3.5 Series, stapte in bij Toro Rosso in plaats van Sébastien Buemi. Robert Wickens, tweede in de Formule Renault 3.5 Series, mocht instappen bij Virgin in plaats van Jérôme d'Ambrosio. Romain Grosjean, kampioen van de GP2 Series, reed voor Renault in plaats van Bruno Senna.

### Kwalificatie
Sebastian Vettel veroverde zijn veertiende poleposition van het seizoen. Hiermee evenaarde de Red Bull Racing-coureur het record van Nigel Mansell; die pakte in het seizoen 1992 eveneens veertien polepositions. Het was bovendien de zeventiende poleposition van het seizoen voor Red Bull. Lewis Hamilton reed voor McLaren naar de tweede startpositie, met negen duizendste van een seconde verschil voor zijn teamgenoot Jenson Button.
Tijdens Q2 was er een kortstondige rode vlag, omdat Sergio Pérez (Sauber) over een paaltje heen reed. Felipe Massa (Ferrari) en Jenson Button reden hier vervolgens ook overheen, zodat het op de baan belandde.
Rubens Barrichello reed in de kwalificatie niet. De Williams-coureur ondervond te veel hinder van motorproblemen. Hij viel hierdoor buiten de 107%-regel, maar mocht de wedstrijd wel starten van de wedstrijdleiders.

### Race
Lewis Hamilton won de race, nadat Vettel in de eerste ronde een lekke band kreeg. Vettel viel hierdoor voor de eerste en enige keer uit in 2011. Fernando Alonso reed voor Ferrari naar een tweede plaats, terwijl Jenson Button als derde finishte. Deze kreeg hij in de schoot geworpen, omdat Mark Webber (Red Bull) in de laatste ronde een verplichte pitstop moest maken om zijn zachte banden te verwisselen voor harde banden. Webber eindigde hierdoor op de vierde plaats, voor Felipe Massa. Het Mercedes-duo Nico Rosberg en Michael Schumacher finishte op de plaatsen zes en zeven, gevolgd door het Force India-duo Adrian Sutil en Paul di Resta. Kamui Kobayashi reed voor Sauber naar zijn eerste punt sinds de Grand Prix van Duitsland, hij werd tiende.
Na afloop van de race kregen Pastor Maldonado en Jaime Alguersuari (Toro Rosso) allebei een tijdstraf van respectievelijk dertig en twintig seconden vanwege het negeren van blauwe vlaggen. Maldonado had eerder in de race al een drive-through penalty gekregen voor het negeren van blauwe vlaggen, wat ook de reden was waarom zijn straf hoger uitpakte. Het veranderde echter niets aan de uitslag, de heren bleven veertiende en vijftiende.

## Kwalificatie
| Pos                 | No | Coureur            | Constructeur         | Q1        | Q2       | Q3        | Grid |
| ------------------- | -- | ------------------ | -------------------- | --------- | -------- | --------- | ---- |
| 1                   | 1  | Sebastian Vettel   | Red Bull-Renault     | 1:40.478  | 1:38.516 | 1:38.481  | 1    |
| 2                   | 3  | Lewis Hamilton     | McLaren-Mercedes     | 1:39.782  | 1:38.434 | 1:38.622  | 2    |
| 3                   | 4  | Jenson Button      | McLaren-Mercedes     | 1:40.227  | 1:39.097 | 1:38.631  | 3    |
| 4                   | 2  | Mark Webber        | Red Bull-Renault     | 1:40.167  | 1:38.821 | 1:38.858  | 4    |
| 5                   | 5  | Fernando Alonso    | Ferrari              | 1:41.380  | 1:39.058 | 1:39.058  | 5    |
| 6                   | 6  | Felipe Massa       | Ferrari              | 1:41.592  | 1:39.623 | 1:39.695  | 6    |
| 7                   | 8  | Nico Rosberg       | Mercedes             | 1:41.120  | 1:39.420 | 1:39.773  | 7    |
| 8                   | 7  | Michael Schumacher | Mercedes             | 1:42.605  | 1:40.554 | 1:40.662  | 8    |
| 9                   | 14 | Adrian Sutil       | Force India-Mercedes | 1:40.595  | 1:40.205 | 1:40.768  | 9    |
| 10                  | 15 | Paul di Resta      | Force India-Mercedes | 1:41.064  | 1:40.414 | geen tijd | 10   |
| 11                  | 17 | Sergio Pérez       | Sauber-Ferrari       | 1:41.311  | 1:40.874 |           | 11   |
| 12                  | 10 | Vitali Petrov      | Renault              | 1:40.955  | 1:40.919 |           | 12   |
| 13                  | 18 | Sébastien Buemi    | Toro Rosso-Ferrari   | 1:41.737  | 1:41.009 |           | 13   |
| 14                  | 9  | Bruno Senna        | Renault              | 1:41.391  | 1:41.079 |           | 14   |
| 15                  | 19 | Jaime Alguersuari  | Toro Rosso-Ferrari   | 1:41.386  | 1:41.162 |           | 15   |
| 16                  | 16 | Kamui Kobayashi    | Sauber-Ferrari       | 1:41.613  | 1:41.240 |           | 16   |
| 17                  | 12 | Pastor Maldonado   | Williams-Cosworth    | 1:42.258  | 1:41.760 |           | 23   |
| 18                  | 20 | Heikki Kovalainen  | Lotus–Renault        | 1:42.979  |          |           | 17   |
| 19                  | 21 | Jarno Trulli       | Lotus–Renault        | 1:43.884  |          |           | 18   |
| 20                  | 24 | Timo Glock         | Virgin–Cosworth      | 1:44.515  |          |           | 19   |
| 21                  | 22 | Daniel Ricciardo   | HRT–Cosworth         | 1:44.641  |          |           | 20   |
| 22                  | 25 | Jérôme d'Ambrosio  | Virgin–Cosworth      | 1:44.699  |          |           | 21   |
| 23                  | 23 | Vitantonio Liuzzi  | HRT–Cosworth         | 1:45.159  |          |           | 22   |
| 107% tijd: 1:46.766 |    |                    |                      |           |          |           |      |
| 24                  | 11 | Rubens Barrichello | Williams-Cosworth    | geen tijd |          |           | 24   |

## Race
| Pos | No | Coureur            | Constructeur         | Rondes | Tijd/Oorzaak uitval | Grid | Punten |
| --- | -- | ------------------ | -------------------- | ------ | ------------------- | ---- | ------ |
| 1   | 3  | Lewis Hamilton     | McLaren-Mercedes     | 55     | 1:37:11.886         | 2    | 25     |
| 2   | 5  | Fernando Alonso    | Ferrari              | 55     | +8.457              | 5    | 18     |
| 3   | 4  | Jenson Button      | McLaren-Mercedes     | 55     | +25.871             | 3    | 15     |
| 4   | 2  | Mark Webber        | Red Bull-Renault     | 55     | +35.784             | 4    | 12     |
| 5   | 6  | Felipe Massa       | Ferrari              | 55     | +50.578             | 6    | 10     |
| 6   | 8  | Nico Rosberg       | Mercedes             | 55     | +52.317             | 7    | 8      |
| 7   | 7  | Michael Schumacher | Mercedes             | 55     | +1:15.964           | 8    | 6      |
| 8   | 14 | Adrian Sutil       | Force India-Mercedes | 55     | +1:17.122           | 9    | 4      |
| 9   | 15 | Paul di Resta      | Force India-Mercedes | 55     | +1:41.087           | 10   | 2      |
| 10  | 16 | Kamui Kobayashi    | Sauber-Ferrari       | 54     | +1 ronde            | 16   | 1      |
| 11  | 17 | Sergio Pérez       | Sauber-Ferrari       | 54     | +1 ronde            | 11   |        |
| 12  | 11 | Rubens Barrichello | Williams-Cosworth    | 54     | +1 ronde            | 24   |        |
| 13  | 10 | Vitali Petrov      | Renault              | 54     | +1 ronde            | 12   |        |
| 14  | 12 | Pastor Maldonado   | Williams-Cosworth    | 54     | +1 ronde            | 23   |        |
| 15  | 19 | Jaime Alguersuari  | Toro Rosso-Ferrari   | 54     | +1 ronde            | 15   |        |
| 16  | 9  | Bruno Senna        | Renault              | 54     | +1 ronde            | 14   |        |
| 17  | 20 | Heikki Kovalainen  | Lotus-Renault        | 54     | +1 ronde            | 17   |        |
| 18  | 21 | Jarno Trulli       | Lotus-Renault        | 53     | +2 ronden           | 18   |        |
| 19  | 24 | Timo Glock         | Virgin-Cosworth      | 53     | +2 ronden           | 19   |        |
| 20  | 23 | Vitantonio Liuzzi  | HRT-Cosworth         | 53     | +2 ronden           | 22   |        |
| DNF | 22 | Daniel Ricciardo   | HRT-Cosworth         | 47     | Uitgevallen         | 20   |        |
| DNF | 18 | Sébastien Buemi    | Toro Rosso-Ferrari   | 18     | Versnellingsbak     | 13   |        |
| DNF | 25 | Jérôme d'Ambrosio  | Virgin-Cosworth      | 17     | Remmen              | 21   |        |
| DNF | 1  | Sebastian Vettel   | Red Bull-Renault     | 1      | Wiel                | 1    |        |

2009 · 2010 · 2011 · 2012 · 2013 · 2014 · 2015 · 2016 · 2017 · 2018 · 2019 · 2020 · 2021 · 2022 · 2023 · 2024 · 2025 · 2026 · 2027 · 2028 · 2029 · 2030